# Lepkhenelmite-Zn
La lepkhenelmite-Zn è un minerale appartenente al gruppo della kuzmenkoite.